# 月山インターチェンジ
月山インターチェンジ（がっさんインターチェンジ）は、山形県西村山郡西川町月山沢にある山形自動車道のインターチェンジである。
開通前は「月山沢インターチェンジ」（つきやまざわインターチェンジ）と仮称されていた。

## 歴史
- 1981年（昭和56年）7月17日：月山IC - 湯殿山IC間を結ぶ月山道路が開通[2]。
- 1999年（平成11年）10月29日：西川IC - 月山IC間開通[2]。

## 周辺
- 月山スキー場（夏スキー）
- 月山志津温泉
- 弓張平公園
- 湯殿山神社（大井沢）

## 接続する道路
- 直接接続
  - 国道112号（月山道路）

## 料金所
当ICに料金所は設置されておらず、西川本線料金所で料金を徴収する形となる。

## 隣
E48 山形自動車道
(8)西川IC - 西川TB - 月山湖PA - (9)月山IC - （月山道路経由） - (10)湯殿山IC